# レントキル・イニシャル
レントキル・イニシャル（英: Rentokil Initial plc）は、イギリス・ウェスト・サセックス・クローリーに本拠を置き、世界90ヵ国以上で、害虫駆除や衛生・ウェルビーイングサービス事業を行っている多国籍企業。日本では共立製薬との合弁による日本カルミック株式会社を設立している。ロンドン証券取引所上場企業（LSE: RTO）。

## 沿革
1925年、インペリアル・カレッジ・ロンドンで昆虫学を研究していたハロルド・マクスウェル・レフロイが、ウェストミンスター宮殿に住み着いたシバンムシの駆除を契機にレントキル社を設立、レフロイは当初、昆虫駆除に因んで社名をエントキル（Ento-kill, Entoは古代ギリシャ語で昆虫の一種）とする予定であったが、商標権の関係で使えず、代わりにレントキルと名付けた。

### British Latin　ブリティッシュ・ラティン
一方、1927年にデンマークのSophus Berendsen A/S（ソフス・ベレンセン）が、害虫（ネズミ）駆除会社のBritish Ratinを設立、同社はデンマークの科学者ジョージ・ノイマンが開発したバチルス菌を使ってネズミを駆除していた。害虫駆除サービスの需要は、ネズミ駆除にとどまらず、昆虫駆除にまで拡大し始めた。。British Latinは、1940年に最初の買収であるChelsea Insecticides Ltd.を購入した。1957年に同社がレントキル社を買収した際、買収された側に社名変更する形で、1960年にRentokil Laboratories Ltd.となった。。

### Rentokil Group　レントキル・グループ
1969年、レントキル・グループ（Rentokil Group plc）としてロンドン証券取引所に株式を公開したが、Sophus Berendsen A/S（ソフス・ベレンセン）は1990年代後半、会社がレントキル・イニシャルとなるまで、グループの50%の株式を保有していた。。長年にわたり、レントキル・イニシャルは当時のCEOであったクライヴ・トンプソン卿のリーダーシップの下、毎年約20%の成長を達成した。この間、レントキル・イニシャルは「英国で最も賞賛される」企業に選ばれた。

### Rentokil Initial plc　レントキル・イニシャル・ピーエルシー
1996年、レントキル・グループがen:British_Electric_TractionBET plcを買収したことで、社名はレントキル・イニシャルとなった。「イニシャル」はBET plcが保有していた洗濯事業・トイレ環境事業から来ており、かつて行っていたタオルのレンタル事業でシーツとタオルレンタルを普及させるために、全てのシーツとタオルに頭文字を付けていたことに由来している。

### 最近の歴史
トンプソンは2003年1月、CEOの座をJames Wildeジェームズ・ワイルドに譲り、トンプソンが会長の座に就いた[6]。トンプソンとワイルドはともに2004年に会社を去り、 Brian McGowan ブライアン・マクゴーワンが会長（2004年就任）、Doug Flynnダグ・フリンがCEO（2005年就任）に主導権が移った。イースト・グリンステッド近郊のFelcourtフェルコートにあったメインオフィスを売却し、セントラル・ロンドンのビクトリアにあるベルグレイブ・ハウスとガトウィック空港のシティ・プレイスに移転するなど、多くの構造改革を行った。彼らはまた、主に2006年に買収したターゲット・エクスプレスを既存のシティリンク事業に統合するという問題の結果、相次ぐ利益警告を指揮した。
レントキル・トロピカル・プランツ事業は、世界中の多数の小規模プラントレンタル会社の買収を通じて国際的なブランドへと拡大していたが、アンビウスとしてリブランディングされた。
2006年、レントキルは英国のイニシャルランドリー事業の閉鎖を決定した。その主な理由は、同事業が運営する不動産と工場（BET社の買収の一部であった）が老朽化しており、近代化のコストが高いことであった。同社は2010年に売却した。
同社は2007年に一時的にFTSE100指数から外れた。
レントキルは2006年、ペンシルベニア州レディングを拠点とするJ.C.Ehrlich Co, Inc.を買収し、アメリカの家庭用害虫駆除市場での足場を固めた。翌年、レントキルはイニシャル・ファイヤー、エレクトロニック・セキュリティ、有人警備事業（以前はショーロックとして知られていた）をユナイテッド・テクノロジーズ・コーポレーションに売却した。
2008年3月、同社は、それぞれICIでCEOとCFOを務めていたジョン・マクアダム会長とアラン・ブラウンCEOの指揮下に入った。2人は、ICIの解散とアクゾ・ノーベルへの売却で有名である。その際にICIからアンディ・ランサムも一緒に同社に入ってきた。
2011年2月、レントキルはサンティア社（旧コノート社）の燻蒸・害虫駆除、水処理・衛生、防火事業を560万ポンドで買収した。
2012年、レントキルはWestern Exterminator Companyを9,960万米ドルで買収し、アメリカ西海岸にもサービスを拡大し、レントキルはアメリカ第3位の害虫駆除会社となった。
シティリンク部門は赤字が続き、大規模な経営/構造改革により赤字は縮小したものの、2013年4月にベター・キャピタルplcに1ポンドで売却された。
2013年8月1日、同社はCEOのアラン・ブラウンが退任し、後任として10月1日にアンディ・ランサムが就任することを発表した。ランサムは以前、同社の西地域のManaging Directorを務めていた。
2014年2月28日、同社はファシリティマネジメント事業をインターサーブに2億5000万ポンドで売却した[19]。
2016年12月16日、同社はCWS-boco International GmbHとの将来のジョイントベンチャーを発表した。
2017年3月、同社はインドのPCI（Pest Control India）との合弁事業を発表し、インド最大の害虫駆除会社を設立した[21]。
2017年4月21日、レントキルは、2017年英国女王賞企業部門-国際貿易部門を受賞した[22]。これに続き、2018年には、特にRADARとPestConnectシステムなどのデジタルイノベーションにおける同社のリーダー的地位が評価され、英国女王賞イノベーション部門を受賞した。 2020年には、従来の蛍光管ではなくLED照明を使用し、エネルギー使用量を最大70%削減した世界初の商業用昆虫ライトトラップシリーズであるLumniaが、さらに英国女王賞イノベーション部門を受賞した。
2018年、レントキル・イニシャルplcはパプアニューギニアでの活動を支援するため、クールアースとの新たなパートナーシップを発表し、約1,000エーカーの熱帯雨林を保護することで、同社の全カーボンフットプリントに相当する少なくとも228,000トンのCO2排出を防止した。
2019年、同社は未請求の株主配当金と未請求株式を慈善活動に充てる新たな取り組みを発表した。レントキル・イニシャル・ケアズと名付けられた新しい基金が設立された。同年、世界最大の求人サイト「Indeed」が発表したデータによると、多様性とインクルージョンにおいて英国で最も賞賛される企業に選ばれ、民間部門の「英国で最も働きがいのある会社」のリーグテーブルでトップになった。
2021年12月、レントキルはターミニックスを67億ドルで買収すると発表した。当初、このプロセスは2025年までに完了すると予測されていたが、2024年3月現在、ターミニックスが完全に統合されるのは2026年になる見込みである。
2022年4月、レントキル・ノースアメリカはニューイングランド全域で事業を展開するJPペストサービスを買収した。
同社は2023年に成長を記録し、売上高は44.7%増の53.7億ポンド、税引前利益は66.9%増の4.93億ポンドとなった。方向性害虫駆除は4.5％増、衛生とウェルビーイングは4.8％増だった。しかし、北米は低い成長率を記録した。
2024年4月、レントキル・イニシャルはインドの害虫駆除会社であるHicareを非公開の金額で買収したと発表された。

### ブランド
害虫駆除のRentokilと環境衛生マネジメント事業のInitialがレントキル・イニシャルの主力ブランドであるが、レントキル、イニシャル、ステリテック、アンビウスの4つのグローバルブランドで事業を展開している。それに加え、Western ExterminatorやTerminixなど、買収した企業のブランド名でローカルブランドを運営している。売上としては、害虫駆除が6割以上であり、とりわけアメリカ合衆国における害虫駆除事業が最大の割合を占めている。

## 日本カルミック株式会社

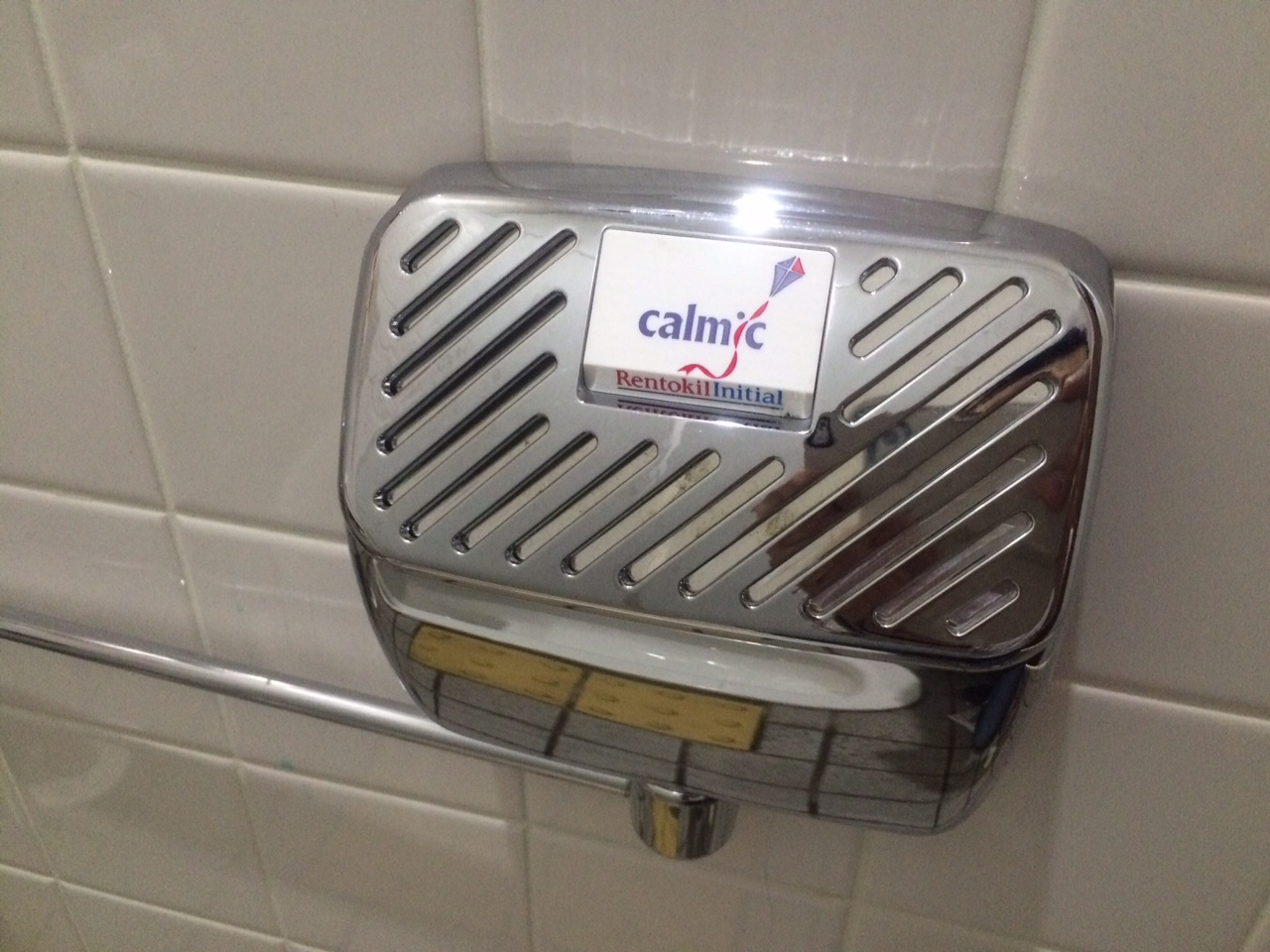
上部にカルミック、下部にレントキル・イニシャルのロゴが入ったサニタイザー

日本では1992年以来、共立製薬との合弁による「日本カルミック株式会社」（Nippon Calmic Ltd）がある。
日本カルミック株式会社はイギリスのThe Wellcome Foundationと共立商事（共立製薬の前身）の合弁により1969年6月に設立され、オフィストイレ用のサニタイザーや芳香器のレンタルサービスなどにより知られていた。
1992年にレントキル・グループが同社の49%の株式を取得し、以降現在に至るまで、サニタイザーやサニタリーボックス（生理ボックス）のレンタル事業、環境衛生診断や、トイレ・厨房・オフィス空間向けの設備メンテナンス事業を行っている。